# قيود التبرع بالدم للرجال الذين يمارسون الجنس مع الرجال
تمتلك العديد من الدول قوانين أو لوائح أو توصيات تحظر بشكل فعال التبرع بالدم أو الأنسجة لزراعة الأعضاء والقرنية من الرجال الذين يمارسون الجنس مع رجال (MSM)، وهو تصنيف للذكور الذين مارسوا أو يمارسون الجنس مع رجال آخرين، بغض النظر عن أنشطتهم الجنسية مع شركاء من نفس الجنس وما إذا كانوا يعرّفون عن أنفسهم على أنهم ثنائيو الجنس أو مثليي الجنس. تسمى القيود المؤقتة أحيانًا التأجيلات، نظرًا لأن المتبرعين بالدم الذين يتبين أنهم غير مؤهلين قد يكونون سوف يصبحوا مؤهلين في وقت لاحق. ومع ذلك، فإن العديد من عمليات التأجيل غير محددة بمعنى أن التبرع لن يقبل في أي وقت في المستقبل، ما يشكل حظرًا فعليًا. حتى الرجال الذين تربطهم علاقة واحدة مع شريكهم من نفس الجنس يعتبرون غير مؤهلين.
تختلف القيود من بلد إلى آخر، وفي بعض البلدان لا ينظر إلى ممارسة الجنس المحمي أو فترات الامتناع عن ممارسة الجنس. تؤثر القيود على هؤلاء الرجال، وفي بعض الحالات، أي شريكات في الجنس. لا تؤثر بأي شكل من الأشكال على النساء الأخريات، بما في ذلك النساء اللاتي يمارسن الجنس مع النساء. فيما يتعلق بالتبرع بالدم، تفرض إدارة الغذاء والدواء الأمريكية (FDA) فترة تأجيل لمدة ثلاثة أشهر بالنسبة للرجال الذين يمارسون الجنس مع الرجال والنساء الذين يمارسون الجنس مع الرجال الذين يمارسون الجنس مع الرجال. في كندا، انخفضت فترة التأجيل للمتبرعين بالدم الذين يمارسون الجنس مع الرجال إلى 3 أشهر في يونيو 2019. وفي الوقت نفسه، بالنسبة للأنسجة مثل القرنية، فإن فترة تأجيل الرجال الذين يمارسون الجنس مع الرجال هي خمس سنوات في الولايات المتحدة و12 شهرًا في كندا.
ترى العديد من منظمات مجتمع الميم أن القيود المفروضة على التبرع تستند إلى رهاب المثلية ولا تستند إلى مخاوف طبية صحيحة حيث يتم اختبار التبرعات بدقة لاستبعاد المتبرعين المصابين بالفيروسات المعروفة مثل فيروس نقص المناعة البشرية والتهاب الكبد الوبائي ب والتهاب الكبد سي. على أساس القوالب النمطية. يدافع أنصار التقييد مدى الحياة عن ذلك بسبب المخاطر المؤكدة لنتائج الاختبارات السلبية الكاذبة ولأن سكان الرجال الذين يمارسون الجنس مع الرجال في البلدان المتقدمة يميلون إلى انتشار عدوى فيروس نقص المناعة البشرية / الإيدز. ذكرت اللجنة الاستشارية الحكومية البريطانية، SABTO، في عام 2013 أن خطر نقل الدم المصاب بفيروس نقص المناعة البشرية سوف يزداد إذا سُمح للرجال الذين يمارسون الجنس مع الرجال بالتبرع بالدم. ومع ذلك، في يوليو 2017، خفضت حكومة المملكة المتحدة فترة التأجيل لمدة عام إلى ثلاثة أشهر، لتصبح سارية المفعول في الأشهر التالية، نتيجة لاستنتاجات اللجنة الاستشارية الحكومية البريطانية المحدثة بأن أنظمة الاختبار الجديدة كانت دقيقة والجهات المانحة كانت جيدة في الامتثال للقواعد. علاوة على ذلك، فإن هيئة الدم والزرع NHS Blood and Transplant بصدد التحقيق في مدى إمكانية تبرع الرجال الذين يمارسون الجنس مع الرجال، اعتمادًا على درجة الخطر، دون حتى تأجيل لمدة ثلاثة أشهر. قالت فإن هيئة الدم والزرع إن هناك حاليًا قدرًا محدودًا من البيانات حول الطرق الفعالة لإجراء تقييمات المخاطر هذه، وأن الخطوات الأولية لتحديد النطاق وجمع الأدلة والاختبار قد تستغرق ما يصل إلى عامين لإكمالها.
يشير المدافعون عن التغيير إلى حظر الرجال الذين يمارسون الجنس مع الرجال إلى أن فحص المتبرعين يجب أن يركز على السلوك الجنسي بالإضافة إلى الممارسات الجنسية الآمنة لأن العديد من الرجال الذين يمارسون الجنس مع الرجال قد يكونون دائمًا يمارسون الجنس المحمي، أو يكونون أحاديي الزواج، أو يكونون في فئات أخرى منخفضة المخاطر. تؤيد بعض المجموعات المؤيدة لرفع القيود فترة انتظار بعد التبرع بالدم عندما يُنظر إلى المتبرع على أنه سلوك يعتبر مخاطرة أعلى، وقبل استخدامه، لمطابقة نافذة طرق الاختبار في بنك الدم. بينما يتم الكشف عن فيروس نقص المناعة البشرية بشكل موثوق به في غضون 10 إلى 14 يومًا باستخدام اختبار الحمض النووي الريبوزي (الريبي)، فإن طرق الاختبار الأقدم توفر الدقة لما يصل إلى 98٪ فقط من الحالات الإيجابية بعد ثلاثة أشهر.
منذ عام 1982، قضي على خطر الإصابة بفيروس نقص المناعة البشرية الذي ينتقل عن طريق نقل الدم تقريبًا عن طريق استخدام الاستبيانات لاستبعاد المتبرعين المعرضين لخطر الإصابة بفيروس نقص المناعة البشرية وإجراء اختبارات الفحص باستخدام معدات عالية الحساسية لتحديد التبرع بالدم المصاب. وفقًا لتقرير المراقبة لعام 2015 الصادر عن خدمات الدم الكندية، كان خطر العدوى المنقولة عن طريق نقل الدم منخفضًا إلى حد ما: في 1 من كل 21.4 مليون تبرع. يؤدي الدم الملوث إلى تعريض المصابين بالهيموفيليا لخطر كبير وللموت أحيانًا، ما يزيد من مخاطر الإجراءات الجراحية الشائعة. الأشخاص الذين أصيبوا بفيروس نقص المناعة البشرية من نقل دم ملوث هم إسحاق أسيموف، الذي تلقى نقل دم بعد جراحة قلبية.

## فيروس نقص المناعة البشرية / الإيدز
في العديد من البلدان ذات الدخل المرتفع، ينتشر فيروس نقص المناعة البشرية بين الرجال الذين يمارسون الجنس مع الرجال (MSM) أكثر منه بين عامة السكان.
في الولايات المتحدة، السكان الأكثر تضررًا من فيروس نقص المناعة البشرية يشملون المثليين وثنائيي الجنس وغيرهم من الرجال الذين يمارسون الجنس مع الرجال. من بين 38739 تشخيصًا جديدًا لفيروس نقص المناعة البشرية في الولايات المتحدة والمناطق التابعة في عام 2017، كان 70٪ من الرجال البالغين والمراهقين المثليين وثنائيي الجنس. على الرغم من أن ما يقرب من 492،000 من الرجال المثليين وثنائيي الجنس النشطين جنسيًا معرضون لخطر الإصابة بفيروس نقص المناعة البشرية، إلا أن هناك أدوات للوقاية من فيروس نقص المناعة البشرية أكثر من أي وقت مضى.